# Dichocrocis festivalis
Dichocrocis festivalis là một loài bướm đêm trong họ Crambidae.